# Mohammed Amyn
Mohammed Amyn, ook wel geschreven als Amine, (25 maart 1976) is een Marokkaans langeafstandsloper.
Op de Olympische Spelen van 2004 in Athene nam hij deel aan de 10.000 m. Hierbij werd hij 18e in 28.55,96.

## Persoonlijke records
Outdoor
| Onderdeel      | Prestatie | Datum             | Plaats         |
| -------------- | --------- | ----------------- | -------------- |
| 1500 m         | 3.34,81   | 2 juli 1999       | Lausanne       |
| 1 mijl         | 3.52,66   | 7 juli 1999       | Rome           |
| 3000 m         | 7.35,35   | 9 juli 2001       | Nice           |
| 5.000 m        | 13.01,98  | 16 juli 2002      | Stockholm      |
| 10.000 m       | 27.22,67  | 29 mei 2005       | Hengelo        |
| 10 km          | 28.23     | 4 augustus 2007   | Cape Elizabeth |
| halve marathon | 1:01.31   | 17 september 2006 | Philadelphia   |

Indoor
| Onderdeel | Prestatie | Datum            | Plaats     |
| --------- | --------- | ---------------- | ---------- |
| 2000 m    | 4.59,91   | 5 februari 1999  | Boedapest  |
| 3000 m    | 7.46,13   | 20 februari 2002 | Pireás     |
| 2 mijl    | 8.19,57   | 17 februari 2002 | Birmingham |

## Prestaties

### Kampioenschappen
| Jaar | Wedstrijd                   | Plaats        | Resultaat | Extra         |
| ---- | --------------------------- | ------------- | --------- | ------------- |
| 1997 | Jeux de la Francophonie     | Antananarivo  | 1e        | 5000 m        |
| 1999 | WK veldlopen                | Belfast       | 10e       | Korte afstand |
|      | WK veldlopen                | Belfast       | 2e        | Teamwedstrijd |
| 2001 | WK veldlopen                | Oostende      | 16e       | Korte afstand |
|      | WK veldlopen                | Oostende      | 2e        | Teamwedstrijd |
|      | WK                          | Edmonton      | 12e       | 5000 m        |
|      | Middellandse Zeespelen      | Radès         | 2e        | 5000 m        |
| 2002 | Afrikaanse kampioenschappen | Radès         | 3e        | 5000 m        |
|      | WK veldlopen                | Dublin        | 37e       | Korte afstand |
| 2004 | WK indoor                   | Boedapest     | 8e        | 3000 m        |
|      | Olympische Spelen           | Athene        | 18e       | 10.000 m      |
|      | Wereldatletiekfinale        | Monte Carlo   | 11e       | 3000 m        |
| 2005 | WK veldlopen                | Saint-Étienne | 35e       | Lange afstand |
| 2005 | Middellandse Zeespelen      | Almería       | 1e        | 10.000 m      |
| 2006 | WK veldlopen                | Fukuoka       | 15e       | Lange afstand |
| 2007 | WK veldlopen                | Mombassa      | DNF       |               |
| 2009 | Middellandse Zeespelen      | Pescara       | 2e        | 10.000 m      |

### Golden League-podiumplekken
| Jaar | Wedstrijd             | Plaats      | Resultaat | Extra  | Tijd     |
| ---- | --------------------- | ----------- | --------- | ------ | -------- |
| 2002 | Meeting Gaz de France | Saint-Denis | 3e        | 5000 m | 13.03,80 |